# Пелина
Пелина (на латински: Pelinna, Pelinnaeum), познат още от римските източници като Пелинеум е древен град в Антична Тесалия. Няма древногръцко съответствие на името си, а и се е намирал в Северна Тесалия на левия бряг на Пеней. 
Известен е със своя прочут храм на Зевс в Антична Тесалия. Руините му са между Трика и Фаркадон, днес Фаркадона. Градът е много прочут през IV век пр. Хр. заради съюза си с Филип II Македонски. 
Унищожен е от земетресението в 426 г. пр.н.е.